# Torneo di Scheveningen 1923
Il torneo di Scheveningen 1923 è stato un torneo internazionale di scacchi disputato a Scheveningen, nei Paesi Bassi, dal 23 luglio al 3 agosto 1923.
Fu organizzato dalla Koninklijke Nederlandse Schaakbond, la federazione scacchistica olandese, per celebrare il 50º anniversario della sua fondazione.
Alexander Rueb, presidente della federazione olandese (e futuro presidente della FIDE), ideò un nuovo formato di torneo, da allora noto come Sistema Scheveningen: i venti partecipanti vennero suddivisi in due squadre, una di giocatori olandesi e l'altra di giocatori stranieri.  Ogni giocatore di una squadra avrebbe affrontato i dieci giocatori dell'altra squadra.
Il francese André Muffang doveva far parte della squadra estera, ma non si presentò e fu sostituito con l'olandese Strick van Linschoten, che venne aggregato alla squadra estera. La sfida fu vinta dalla squadra dei giocatori stranieri per 69,5-30,5.
Il torneo fu vinto alla pari da Rudolf Spielmann e Paul Johner, con 8,5 punti su 10.
La variante Scheveningen della difesa siciliana (ECO B80-B89) prende il nome da questo torneo, in cui venne giocata otto volte.

## Classifica
| #  | Giocatore                    | 1 | 2 | 3 | 4 | 5 | 6 | 7 | 8 | 9 | 10 | Totale |
| 1  | Rudolf Spielmann (AUT)       | 1 | 1 | 1 | 1 | 1 | 1 | 1 | ½ | 0 | 1  | 8½     |
| 2  | Paul Johner (CHE)            | 1 | ½ | 1 | 1 | ½ | 1 | 1 | ½ | 1 | 1  | 8½     |
| 3  | Edgar Colle (BEL)            | ½ | 1 | 1 | 1 | 1 | ½ | 1 | 1 | 0 | 1  | 8      |
| 4  | Géza Maróczy (HUN)           | 1 | 1 | 1 | 1 | 1 | 1 | ½ | 1 | ½ | 0  | 8      |
| 5  | Richard Réti (CSK)           | 1 | 1 | 1 | 1 | 1 | 1 | 0 | 1 | 0 | 1  | 8      |
| 6  | Jacques Mieses (DEU)         | 1 | 1 | ½ | 0 | ½ | 0 | 1 | 1 | 1 | 1  | 7      |
| 7  | Frederick Yates (ENG)        | 1 | 1 | 1 | 0 | 1 | 1 | 1 | 0 | 0 | 1  | 7      |
| 8  | Eugene Znosko-Borovsky (FRA) | 0 | ½ | 0 | 1 | 1 | 0 | 1 | 1 | 0 | 1  | 5½     |
| 9  | Holger Norman-Hansen (DNK)   | ½ | ½ | 1 | 0 | 1 | ½ | 0 | ½ | 1 | ½  | 5½     |
| 10 | Abraham Speijer (NLD)        | ½ | ½ | 1 | 1 | 0 | 0 | 1 | 0 | ½ | 0  | 4½     |
| 11 | Max Euwe (NLD)               | 0 | 0 | 1 | 0 | ½ | 1 | 0 | ½ | 1 | ½  | 4½     |
| 12 | Willem Fick (NLD)            | 1 | 0 | 0 | 1 | 0 | 0 | ½ | ½ | 1 | 0  | 4      |
| 13 | Henri Weenink (NLD)          | 0 | ½ | ½ | 0 | 0 | ½ | 1 | 0 | 1 | 0  | 3½     |
| 14 | Strick van Linschoten (NLD)  | ½ | 0 | 0 | 1 | ½ | 0 | 0 | ½ | 0 | 1  | 3½     |
| 15 | Gerard Oskam (NLD )          | ½ | 0 | 0 | 0 | ½ | 0 | 0 | ½ | 1 | 1  | 3½     |
| 16 | Jacques Davidson (NLD)       | 0 | 1 | 0 | 0 | 0 | 1 | 0 | 1 | 0 | 0  | 3      |
| 17 | Evert Straat (NLD)           | 0 | 0 | 0 | 0 | 0 | 1 | 0 | ½ | 1 | 0  | 2½     |
| 18 | Adolf Olland (NLD)           | 0 | 0 | 0 | 1 | 0 | 0 | 1 | 0 | 0 | 0  | 2      |
| 19 | Rudolf Loman (NLD)           | 0 | ½ | 0 | 0 | ½ | ½ | 0 | 0 | 0 | 0  | 1½     |
| 20 | George Fontein (NLD)         | ½ | 0 | 0 | 0 | 0 | 0 | 0 | 0 | 1 | 0  | 1½     |